# Зайечарско пиво
Зайечарско пиво (на сръбски: Зајечарско пиво) е марка сръбска бира, тип лагер, която се произвежда в Зайчар.

## История
„Зайечарско пиво“ се произвежда от 1875 г., но промишленото ѝ производство във фабрика „7 септември“ започва от 1895 г. Тя е една от най-старите пивоварни фабрики в Сърбия. По-късно е преименувана на „Зайечарска пивоварна“, а от 1907 г. е акционерно дружество, с 59 акционери – 53 от Зайчар и 6 от Белград. По това време пивоварната разширява дейността си. Между 1910 и 1921 г. пивоварната е оборудвана с малки парни двигатели и генератор за производство на електроенергия. За сушене на малца е закупена сушилня. Бирата се охлажда чрез амонячен компресор, който измества използването на лед. По времето на Втората световна война пивоварната фабрика се използва от германската армия. При изтеглянето ѝ, след 6 септември 1944 г., когато започва борбата за освобождение на Зайчар, е изнесена от германците всичката съхранявана в пивоварната бира, която възлиза на 313 хектолитра. От юни 1945 г. е възстановена нормалната производствена дейност на фабриката. След 1952 г. фабриката е преименувана на „Парна пивоварна 7 септември“. Най-голямата модернизация и разширение на фабриката се осъществяват в периода 1965-1971 г. На 25 април 1971 г. започва да работи автоматичната линия за бутилиране на бира, с капацитет 32 000 бутилки на час. От 1995 г. започва да се произвежда светла бира, тип лагер с името „PILSNER“. След като пивоварната става част от групата „Анадола Ефес груп“, е преименувана на „Ефес Зайчар Пивоварна“, в която се произвежда бира Ефес. От 2008 г. пивоварната е част от „Хайнекен груп“, името ѝ е променено на „Единна сръбска пивоварна Зайчар АД“. Произвеждат се бирите „ПилсПлюс“ и „ПилсПлюс Радлер“. Заводът е цялосто модернизиран. Произвеждат се два типа бира – светла и слабопастьоризирана.

## Технология
Основни суровини за производство на бирата са ечемик, хмел, мая и вода. Производството на бира се състои от шест етапа. Смесване на смления малц с вода, като този процес се контролира чрез автоматично оборудване. Следват ферментация, стареене, филтрация и бутилиране. Производствения процес при създаването на нископастьоризираната бира „Зайечарско пиво“ е същия, както при производството на светлата. Разликата е в степента на пастьоризация. Светлата бира се налива в стъклени бутилки от 330 и 500 ml, както и в пластмасова бутилка от 2 литра. Нископастьоризираната бира се налива в стъклени бутилки от 500 ml.